# Tentacool
Tentacool is een kwalachtige Pokémon. Hij heeft twee tentakels, in tegenstelling tot zijn evolutie, die er veertig keer zo veel heeft. Hij kan Pokémon vergiftigen. Ook kan hij met zijn tentakels water absorberen. Tentacool leven in groepen op de bodem van de oceaan en zijn in staat om grote golven rondom zich op te wekken. Tentacool is gemiddeld 90 centimeter groot en weegt 45½ kilogram.

## Ruilkaartenspel
Er bestaan zes standaard Tentacool-kaarten en twee Misty's Tentacool-kaarten, alle acht met het type Water als element.